# Peucedanum nagpurense
Peucedanum nagpurense är en flockblommig växtart som först beskrevs av Charles Baron Clarke, och fick sitt nu gällande namn av David Prain. Peucedanum nagpurense ingår i släktet siljor, och familjen flockblommiga växter. Inga underarter finns listade i Catalogue of Life.